# 张子胄墓
张子胄墓，位于中国广东省韶关市仁化县周田镇平圃村，为仁化县的一个县级文物保护单位，类型为古墓葬，公布时间为1993年6月21日。
张子胄墓的历史年代为唐代。